# Meeting de Paris 2023
Il Meeting de Paris 2023 è stato la 39ª edizione dell'annuale meeting di atletica leggera, quarta tappa del circuito Diamond League 2023. Le competizioni hanno avuto luogo presso lo Stadio Charléty di Parigi, il 9 giugno 2023.

## Programma
| # | Orario | Specialità         |
| - | ------ | ------------------ |
| 1 | 20:37  | Staffetta 4x100 m  |
| 2 | 20:49  | 2 miglia           |
| 3 | 21:04  | 400 metri ostacoli |
| 4 | 21:19  | Salto in lungo     |
| 5 | 21:52  | 110 metri ostacoli |
| 6 | 22:12  | 100 metri piani    |
| 7 | 22:31  | 3000 metri siepi   |
| 8 | 22:51  | 800 metri piani    |

| #  | Orario | Specialità             |
| -- | ------ | ---------------------- |
| 1  | 18:57  | Getto del peso         |
| 2  | 19:35  | Salto in alto          |
| 3  | 20:15  | Lancio del disco       |
| 4  | 20:20  | Salto con l'asta       |
| 5  | 20:30  | Staffetta 4x100 m      |
| 6  | 21:15  | 800 metri piani        |
| 7  | 21:24  | 5000 metri piani       |
| 8  | 21:42  | Lancio del giavellotto |
| 9  | 22:02  | 400 metri piani        |
| 10 | 22:22  | 200 metri piani        |

     Specialità valide per la Diamond League

## Risultati
Di seguito i primi tre classificati di ogni specialità.

### Uomini
| Specialità        |                     | Prestazione | 2º classificato    | Prestazione | 3º classificato    | Prestazione  |
| 100 m             | Noah Lyles          | 9"97        | Ferdinand Omanyala | 9"98        | Letsile Tebogo     | 10"05        |
| 800 m             | Emmanuel Wanyonyi   | 1'43"27     | Marco Arop         | 1'43"30     | Slimane Moula      | 1'43"38      |
| 2 miglia          | Jakob Ingebrigtsen  | 7'54"10     | Ishmael Kipkurui   | 8'09"23     | Kuma Girma         | 8'10"34      |
| 110 m hs          | Grant Holloway      | 12"98       | Just Kwaou-Mathey  | 13"09       | Jamal Britt        | 13"14 =      |
| 400 m hs          | CJ Allen            | 47"92       | Wilfried Happio    | 48"26       | Trevor Bassitt     | 48"28        |
| 3000 m siepi      | Lamecha Girma       | 7'52"11     | Ryuji Miura        | 8'09"91     | Daniel Arce        | 8'10"63      |
| Staffetta 4x100 m | Francia             | 38"22       | Gran Bretagna      | 38"90       | Germania           | 39"00        |
| Salto in lungo    | Miltiadīs Tentoglou | 8,13 m      | Simon Ehammer      | 8,11 m      | Murali Sreeshankar | 8,11 m8,09 m |

     Prestazione che stabilisce il nuovo record del meeting.

### Donne
| Specialità             |                   | Prestazione | 2º classificato           | Prestazione | 3º classificato    | Prestazione |
| 200 m                  | Gabrielle Thomas  | 22"05       | Abby Steiner              | 22"34       | Marie-Josée Ta Lou | 22"34       |
| 400 m                  | Marileidy Paulino | ' 49"12     | Sydney McLaughlin-Levrone | 49"71       | Salwa Eid Naser    | 49"95       |
| 800 m                  | Keely Hodgkinson  | 1'55"77     | Ajeé Wilson               | 1'58"16     | Natoya Goule       | 3'57"66     |
| 5000 m                 | Faith Kipyegon    | 14'05"20    | Letesenbet Gidey          | 14'07"94    | Ejgayehu Taye      | 14'13"31    |
| Staffetta 4x100 m      | Spagna            | 42"99       | Francia                   | 43"50       | -                  | -           |
| Salto in alto          | Nicola Olyslagers | 2,00 m      | Vashti Cunningham         | 1,97 m      | Angelina Topić     | 1,97 m      |
| Salto con l'asta       | Nina Kennedy      | 4,77 m      | Margot Chevrier           | 4,71 m      | Katie Moon         | 4,71 m      |
| Getto del peso         | Auriol Dongmo     | 19,72 m     | Chase Ealey               | 19,43 m     | Maggie Ewen        | 19,26 m     |
| Lancio del disco       | Valarie Allman    | 69,04 m     | Sandra Perković           | 65,18 m     | Kristin Pudenz     | 62,87 m     |
| Lancio del giavellotto | Haruka Kitaguchi  | 65,09 m     | Kelsey-Lee Barber         | 62,54 m     | Yulenmis Aguilar   | 60,61 m     |

     Prestazione che stabilisce il nuovo record del meeting.